# فابین روسل
 فابیِن روسل  (به انگلیسی :Fabien  Roussel) سیاستمدار چپ‌گرای فرانسوی است که از سال ٢٠١٨ به عنوان دبیر ملی حزب کمونیست فرانسه (PCF) فعالیت می‌کند. روسل یکی از نمایندگان مجمع ملی در فرانسه می‌باشد. او همچنین با کسب مجموع ۸۰۲٬۶۱۵ (٢.٣) رأی در انتخابات ریاست جمهوری ۲۰۲۲ فرانسه، از رسیدن به مرحله دوم بازماند. 

## مواضع سیاسی
روسل همواره مواضعی ترقی خواهانه در مورد مسائل اجتماعی-اقتصادی داشته است و از افزایش حداقل دستمزد به ١۵٠٠ یورو در ماه پس از کسر مالیات، کاهش مدت کار در هفته به ٣٢ ساعت و کاهش سن بازنشستگی به ۶٠ سال حمایت می کند. با این حال، برخلاف بسیاری از چپ گرایان فرانسوی، او از حامیان صنعت انرژی هسته‌ای  می‌باشد و دیدگاه مثبتی نسبت به مسأله  شکار ابراز داشته است. روسل همچنین مخالف سرسخت ناتو و معاهده دوبلین می‌باشد.